# Владешти (Алба)
Владешти (рум. Vlădești) насеље је у Румунији у округу Алба у општини Рамец. Oпштина се налази на надморској висини од 697 m.

## Становништво
Према подацима из 2002. године у насељу је живело 36 становника, од којих су сви румунске националности.